# 마이오세
| 기                                           | 세           | 절           | 백만년전     |
| -------------------------------------------- | ------------ | ------------ | ------------ |
| 제4기                                        | 플라이스토세 | 젤라절       | 이후         |
| 신진기                                       | 플라이오세   | 피아첸차절   | 2.588–3.600  |
| 신진기                                       | 플라이오세   | 장클레절     | 3.600–5.332  |
| 신진기                                       | 마이오세     | 메시나절     | 5.332–7.246  |
| 신진기                                       | 마이오세     | 토르토나절   | 7.246–11.608 |
| 신진기                                       | 마이오세     | 세라발레절   | 11.608–13.65 |
| 신진기                                       | 마이오세     | 랑게절       | 13.65–15.97  |
| 신진기                                       | 마이오세     | 부르디갈라절 | 15.97–20.43  |
| 신진기                                       | 마이오세     | 아키텐절     | 20.43–23.03  |
| 고진기                                       | 올리고세     | 카티절       | 이전         |
| IUGS에 따른 지질 시대 구분. 2009년 7월 기준. |              |              |              |

마이오세(Miocene)는 약 2,303만년 전부터 533만 3천년 전까지의 지질 시대를 말한다. 중신세(中新世)라고도 한다.

## 세부 분류
- 메시니아 (7.246 - 5.332 MYA[1])
- 토토니아 (11.608 - 7.246 MYA)
- 서라발리아 (13.65 - 11.608 MYA)
- 랑가이아 (15.97 - 13.65 MYA)
- 바디가리아 (20.43 - 15.97 MYA)
- 아키타니아 (23.03 - 20.43 MYA)

## 배경
대륙은 거의 현재와 유사했지만 북아메리카와 남아메리카는 서로 떨어져 있었다. 유럽의 알프스산맥과 북아메리카의 로키산맥에서 조산운동이 시작되었다. 일본이 유라시아 대륙으로부터 분리하여 동해가 형성되었다.

## 기후
일반적으로 온난했지만, 남극 대륙에는 빙하가 발달하여 확대되었다. 마이오세 후기에 빙하는 대륙의 대부분을 덮게 되었다.

## 생물

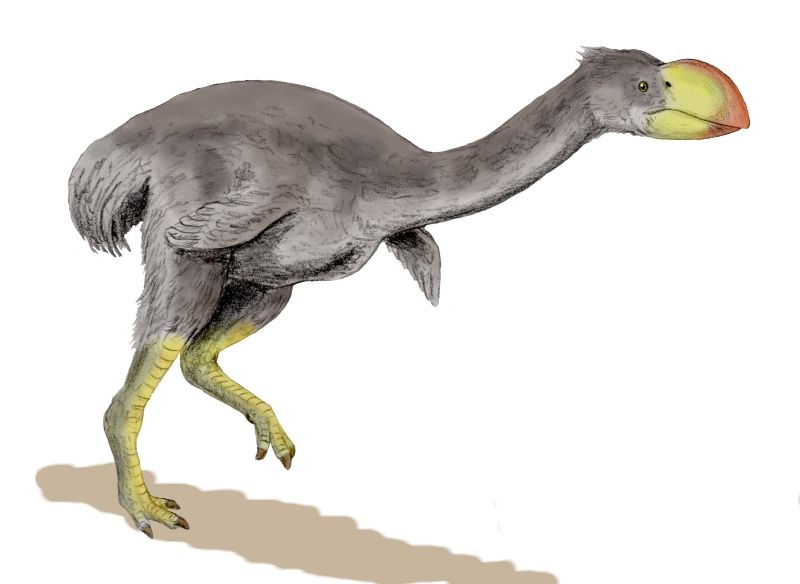

바다와 육지의 생물 분포는 보다 현대에 가까워졌다. 늑대, 말, 코끼리, 비버, 사슴, 낙타, 까마귀, 기러기, 올빼미, 고래, 메갈로돈 등은 이미 중신세에 존재하고 있었다.

## 한국
한반도 동남부 포항시의 포항 분지 연일층군은 모두 마이오세의 퇴적암 지층이며, 두호층에서는 마이오세의 화석이 많이 산출된다.

## 같이 보기
- 올리고세 - 마이오세 - 플리오세
- 지질 시대
- 포항 분지
- 두호층